# CODART
La CODART, dont l'acronyme signifie Curators of Dutch and Flemish Art, est une organisation de réseau international de conservateurs de l'art hollandais et flamand.
CODART propose à ses commissaires nationaux et internationaux, à travers diverses activités, une plateforme de partage de connaissances et d'idées, et ainsi augmenter la visibilité de l'art hollandais et flamand. L'organisation compte plus de 600 membres provenant de 300 musées dans 50 pays et est située à La Haye.

## Fondation
CODART a été fondée en 1998 par l'historien d'art américain Gary Schwartz. L'organisation est née indirectement de l'objectif de l'ancien Institut néerlandais pour le patrimoine culturel (nl) d'étudier non seulement l'art néerlandais dans les collections nationales, mais aussi dans les collections internationales. La première réunion du réseau a eu lieu au Mauritshuis en 1998.

## Activités
Chaque année, CODART organise un congrès international où des conservateurs du monde entier entrent en contact pour discuter de prêts et d'expositions. Les réunions offrent aux commissaires la possibilité de discuter de leurs recherches sur l'art des Pays-Bas afin d'acquérir de nouvelles perspectives. Chaque année, le congrès se déroule dans un autre pays. En 2015, CODART était invité à la National Gallery de Londres où une rétrospective sur Rembrandt a eu lieu.
Le site web de CODART est consacré à l'art hollandais et flamand dans les collections publiques. Il offre un aperçu des expositions, des musées et des coordonnées de centaines de commissaires internationaux.